# Vimpel
En vimpel er et langt, trekantet flag, ofte i nationalflagets farver, som i det daglige kan ses vajende fra offentlige og private flagstænger for at vise vindretningen.
I handelsflåden kan en vimpel være forsynet med et rederilogo og er anbragt på en mastetop.
Med split kaldes vimplen en stander og er et kommandotegn i krigsskibe og må kun anvendes af disse.

## Anden anvendelse
Vimpler anvendes under en rytmisk gymnastikform, som kaldes vimpelgymnastik, hvor deltagerne har én eller flere vimpler som håndredskaber.
Som supplement kan håndredskaberne reb, kegler og bolde anvendes.